# سياسة إسبانيا

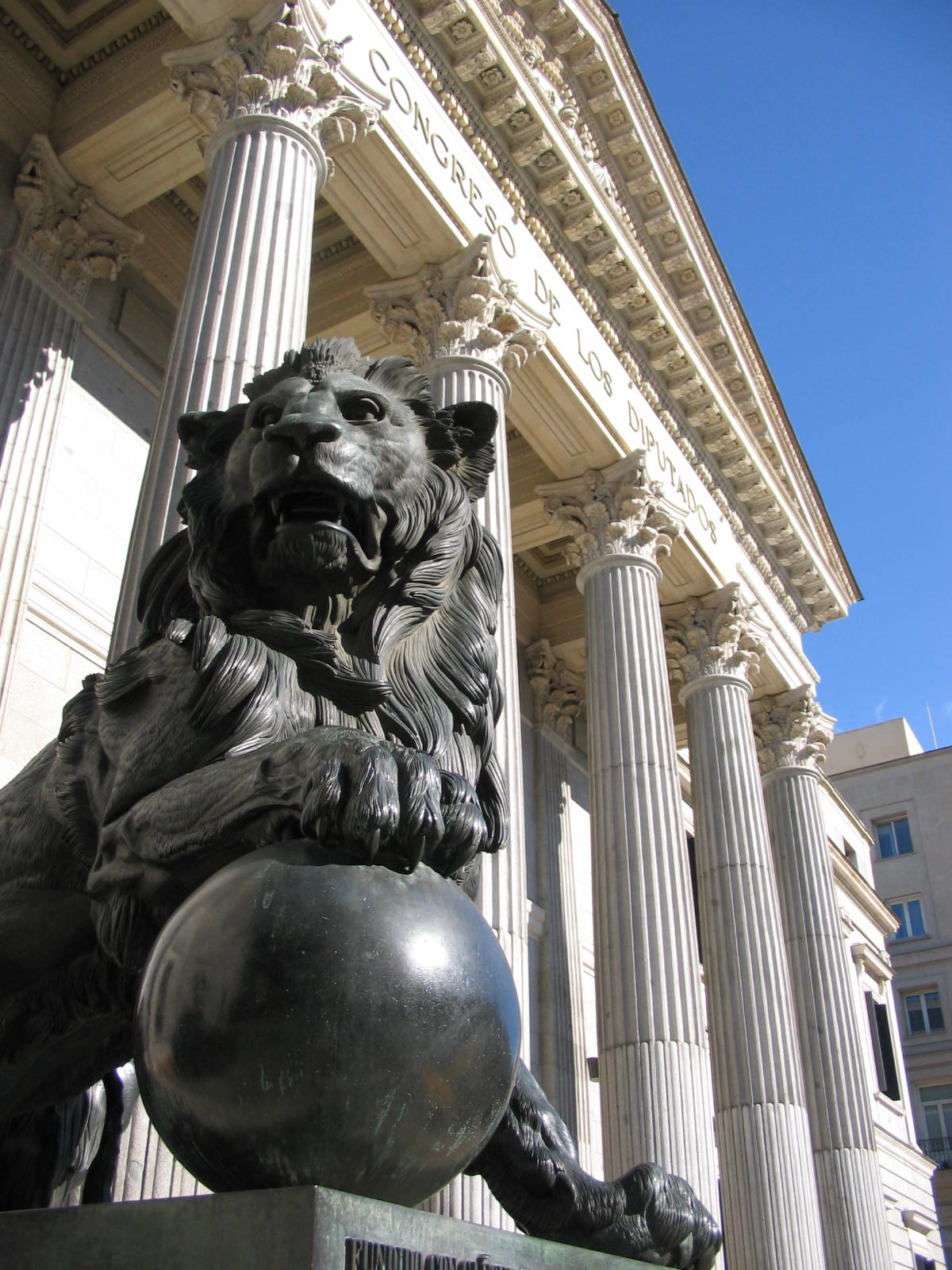

السياسة في إسبانيا تقوم في الإطار الذي حدده دستور 1978 م. تم تأسيس إسبانيا كدولة ذات سيادة اجتماعية وديمقراطية حيث تُمنح السيادة الوطنية للشعب الذي تنبثق منه سلطات الدولة.
إن الحكومة في إسبانيا تعتمد النظام الملكي البرلماني، أي ملكية دستورية ديمقراطية تمثيلية اجتماعية يكون فيها الملك بمثابة رئيس الدولة، في حين أن رئيس الوزراء - الذي يحمل اللقب الرسمي «رئيس الحكومة» يكون هو رأس الحكومة. تمارس السلطة التنفيذية من قبل الحكومة، التي يتم دمجها من قبل رئيس الوزراء، ونواب رؤساء الوزراء والوزراء الآخرين، والتي تشكل مجتمعة مجلس الوزراء، أو مجلس الوزراء. تناط السلطة التشريعية في كورتيس جينرالز (المحاكم العامة)، وهو برلمان مؤلف من مجلسين يتكون من مجلس النواب ومجلس الشيوخ. السلطة القضائية مستقلة عن السلطة التنفيذية والسلطة التشريعية، وتقوم بإقامة العدل نيابة عن الملك عن طريق القضاة والقضاة. المحكمة العليا في إسبانيا هي أعلى محكمة في البلاد، ولها اختصاص في جميع الأراضي الإسبانية، وتتفوق على جميع في جميع الشؤون باستثناء المسائل الدستورية، والتي هي اختصاص محكمة منفصلة، وهي المحكمة الدستورية.
النظام السياسي في إسبانيا هو نظام متعدد الأحزاب، لكن منذ التسعينات كان الحزبان سائدين في السياسة، حزب العمال الاشتراكي الإسباني (PSOE) وحزب الشعب (PP). لعبت الأحزاب الإقليمية، وخاصة حزب الباسك القومي (EAJ-PNV)، من إقليم الباسك، والتقارب والاتحاد (CU) وجمهورية كاتالونيا اليسارية (ERC)، من كاتالونيا، أدوارًا رئيسية في السياسة الإسبانية. يتم اختيار أعضاء مجلس النواب من خلال التمثيل النسبي، ويتم تشكيل الحكومة من قبل الحزب أو الائتلاف الذي يتمتع بثقة الكونغرس، وعادة ما يكون الحزب لديه أكبر عدد من المقاعد. منذ انتقال إسبانيا إلى الديمقراطية، لم تكن هناك حكومات ائتلافية؛ عندما فشل الحزب في الحصول على الأغلبية المطلقة، تم تشكيل حكومات الأقليات.
تعمل الحكومة الإقليمية في ظل نظام يُعرف باسم حالة الحكم الذاتي، وهو نظام إداري لامركزي للغاية يستند إلى نقل غير متماثل إلى «القوميات والمناطق» التي تشكل الأمة والتي تحتفظ فيها الدولة، عبر الحكومة المركزية، بالسيادة الكاملة. ممارسة الحق في الحكم الذاتي الممنوح بموجب الدستور، تم تشكيل «القوميات والمناطق» في 17 مجتمعًا ذاتي الحكم ومدينتين تتمتعان بالحكم الذاتي. يعتمد شكل الحكومة في كل مجتمع يتمتع بالحكم الذاتي ومدينة تتمتع بالحكم الذاتي أيضًا على نظام برلماني، تُناط فيه السلطة التنفيذية بـ «رئيس» ومجلس وزراء، يتم انتخابهما من قبل مجلس تشريعي ذي مجلس واحد ومسؤول عنه.
صنفت وحدة الإيكونوميست للمعلومات إسبانيا باعتبارها «ديمقراطية كاملة» في عام 2016.

## التاج الإسباني

### الملك ووظائفه
يعد العاهل الأسباني، فيليبي السادس حاليًا، رئيسًا للدولة الإسبانية، وهو رمز لوحدتها ودوامها، وهو الذي يحكم ويعدل الوظيفة المعتادة للمؤسسات الحكومية، ويتولى أعلى تمثيل لإسبانيا في العلاقات الدولية، وخاصة مع أولئك الذين هي جزء من المجتمع التاريخي. لقبه هو ملك إسبانيا، على الرغم من أنه يمكنه استخدام جميع ألقاب التاج الأخرى. التاج، كرمز لوحدة الأمة، له وظيفة ذات شقين. أولاً، إنها تمثل وحدة الدولة في الفصل العضوي للسلطات؛ ومن ثم يعين رؤساء الوزراء ويستدعي ويحل البرلمان، من بين مسؤوليات أخرى. ثانياً، يمثل الدولة الإسبانية ككل فيما يتعلق بمجتمعات الحكم الذاتي، التي يحترم حقوقها دستوريًا.
```
يُنصب الملك من قبل البرلمان ويجب أن يؤدي اليمين الدستورية فيقسم على تأدية واجباته بأمانة، وطاعة الدستور وجميع القوانين وضمان طاعتهم، واحترام حقوق المواطنين، وكذلك حقوق المجتمعات المستقلة.
```

وفقًا لدستور إسبانيا، يتعين على الملك: الموافقة على القوانين وإصدارها؛ استدعاء وحل البرلمان والدعوة إلى إجراء انتخابات؛ للدعوة إلى إجراء استفتاء في ظل الظروف المنصوص عليها في الدستور؛ لاقتراح مرشح لرئاسة الوزراء وتعيينه أو عزله من منصبه، وكذلك وزراء آخرين؛ لإصدار المراسيم التي وافق عليها مجلس الوزراء؛ منح المناصب المدنية والعسكرية، ومنح الأوسمة والتمييز؛ أن تكون على علم بشؤون الدولة، وترأس اجتماعات مجلس الوزراء كلما كان ذلك مناسبًا؛ ممارسة القيادة العليا للقوات المسلحة الإسبانية، لممارسة الحق في منح العفو، وفقا للقانون؛ وممارسة الرعاية العليا للأكاديميات الملكية. يتم اعتماد جميع السفراء والممثلين الدبلوماسيين الآخرين من قبله، والممثلون الأجانب في إسبانيا معتمدين لديه. كما يعرب عن موافقة الدولة على الدخول في التزامات دولية من خلال المعاهدات؛ ويعلن الحرب أو يصنع السلام، بعد إذن كورتيس الجنرالات.
من الناحية العملية، تكون واجباته شائعة في معظمها، وتتم صياغة الأحكام الدستورية بطريقة توضح الطبيعة المحايدة وغير السياسية الصارمة لدوره. في الواقع، استخدم آباء الدستور تعبيرات «من واجب الملك» بحذر، متجاهلين تعبيرات أخرى مثل «الصلاحيات» أو «الكليات» أو «الكفاءات»، وبالتالي القضاء على أي فكرة عن الامتيازات الملكية داخل الملكية البرلمانية. بنفس الطريقة، لا يتمتع الملك بالحرية العليا في ممارسة الوظائف المذكورة أعلاه؛ كل ذلك مؤطر أو محدود أو يمارس «وفقًا للدستور والقوانين»، أو بناءً على طلبات من السلطة التنفيذية أو السلطات التشريعية.
الملك هو القائد الأعلى للقوات المسلحة الإسبانية، لكنه لا يملك سوى سلطة رمزية وليست فعلية على الجيش الإسباني. ومع ذلك، تم ممارسة وظيفة الملك كقائد عام ورمز للوحدة الوطنية، وعلى الأخص في الانقلاب العسكري الذي وقع في 23 فبراير 1981 م، حيث خاطب الملك خوان كارلوس الأول البلاد على التلفزيون الوطني بالزي العسكري، وندد بالانقلاب والحث على الحفاظ على القانون واستمرار الحكومة المنتخبة ديمقراطيا، وبالتالي نزع فتيل الانتفاضة.

### خط الخلافة على عرش إسبانيا
أقر الدستور الأسباني الصادر عام 1978 صراحة أن خوان كارلوس الأول هو الوريث الشرعي للسلالة التاريخية. هذا البيان خدم غرضين. أولاً، أثبتت أن موقف الملك صادر من الدستور، والمصدر الذي يشرع وجوده منه ديمقراطياً. وثانياً، أعادت التأكيد على شرعية السلالة لشخص خوان كارلوس الأول، وليس لإنهاء صراعات الأسر التاريخية التاريخية القديمة - أي تلك التي اعتنقتها الحركة كارلية تاريخياً - ولكن نتيجة للتخلي عن جميع حقوق الخلافة التي خلفها والده، خوان دي بوربون ي باتنبرغ، صنع في عام 1977. خوان كارلوس الأول كان ملك إسبانيا الدستوري من 1978 إلى 2014. تنازل عن العرش لصالح ابنه فيليب السادس.
ينص الدستور أيضًا على أن الملكية وراثية تتبع «ترتيبًا منتظمًا من التمثيل والتمثيل: يجب أن يسبق السطر السابق كبار السن؛ وفي نفس السياق، يجب أن تسبق الدرجة الأقرب بُعدًا أكبر؛ وفي نفس الدرجة، يسبق الذكر الأنثى؛ وضمن نفس الجنس، يجب أن يسبق كبار السن الأصغر سنا». ما يعنيه هذا في الممارسة العملية، هو أن التاج يتم تمريره إلى البكر، الذي سيكون له الأفضلية على إخوته وأبنائه؛ لا يمكن للمرأة أن تنضم إلى العرش إلا إذا لم يكن لديها أي إخوة أكبر أو أصغر سنا؛ وأخيرًا «ترتيب التمثيل المعتاد» يعني أن الأحفاد لديهم أفضلية على والدي الملك المتوفى أو أعمامه أو أشقائه. أخيرًا، إذا تم استنفاد جميع الأوامر القانونية الممكنة المتعلقة بالتمثيل الأولي والتمثيل، فستقوم المحاكم العامة باختيار خليفة له بالطريقة التي تناسب مصلحة إسبانيا. الوريث المفترض أو الوريث يحمل لقب أمير أو أستورياس. ولي العهد الحالي هو الأميرة ليونور دي بوربون.

## السلطة التشريعية
تناط السلطة التشريعية في البرلمان الإسباني، كورتيس جينرالز. (حرفيا «المحاكم العامة»، ولكن نادرا ما تترجم على هذا النحو. «كورتيس» هو الاسم التاريخي والدستوري المستخدم منذ العصور الوسطى. يشير المصطلح «عام»، الذي تمت إضافته في دستور عام 1978، إلى الطابع الوطني للبرلمان، نظرًا لأن المجالس التشريعية لبعض المجتمعات المستقلة ذاتيا تسمى «كورتيس»). ال Cortes Generales هم الممثلون الأعلى ون للشعب الإسباني. هذه الهيئة التشريعية مجلسين، ومتكامل من قبل مجلس النواب ((بالإسبانية: Congreso de los Diputados)) ومجلس الشيوخ ((بالإسبانية: Senado)). تمارس المحاكم العامة السلطة التشريعية للدولة، والموافقة على الميزانية ومراقبة تصرفات الحكومة. كما هو الحال في معظم النظم البرلمانية، يتم منح مزيد من السلطة التشريعية في مجلس النواب، وهو مجلس النواب. يرأس رئيس الكونغرس، المعروف باسم «رئيس مجلس النواب»، جلسة مشتركة للجنرال كورتيس.
تجتمع كل غرفة من غرف الجينرالز كورتيس في دوائر منفصلة، وتؤدي واجباتها بشكل منفصل، باستثناء وظائف مهمة محددة، وفي هذه الحالة يجتمعون في جلسة مشتركة. وتشمل هذه الوظائف صياغة القوانين التي تقترحها السلطة التنفيذية («الحكومة»)، أو بواسطة أحد الغرف، أو من قبل مجتمع مستقل، أو من خلال مبادرة شعبية ؛ والموافقة على أو تعديل ميزانية الأمة التي يقترحها رئيس الوزراء.

### مجلس النواب
مجلس النواب يجب أن يتكون من قبل ما لا يقل عن 300 ولا تزيد عن 400 نائبا (أعضاء البرلمان) - في الوقت الحالي 350 - انتخبت انتخابا، حرا، على قدم المساواة، مباشرا وسريا =، لمدة أربع سنوات أو حتى حل كورتيس الجنرالات. نظام التصويت المستخدم هو نظام التمثيل النسبي مع قوائم الأحزاب المغلقة وفقًا لطريقة هوندت التي تشكل المقاطعة دائرة انتخابية أو دائرة انتخابية فيها ويجب تعيين نائبين على الأقل ؛ يتم تعيين نائب واحد لمدينتي سبتة ومليلية المتمتعتين بالحكم الذاتي.
يمكن لمجلس النواب الشروع في التشريعات، ولهم أيضًا سلطة التصديق على أو رفض قوانين المراسيم التي اعتمدتها السلطة التنفيذية. كما ينتخبون رئيس الوزراء («رئيس الحكومة») عن طريق التصويت بالاستثمار، قبل أن يؤدي الملك اليمين الدستورية رسميًا. قد يتبنى مجلس النواب اقتراحًا للرقابة حيث يمكنه التصويت على رئيس الوزراء بالأغلبية المطلقة. من ناحية أخرى، يجوز لرئيس الوزراء أن يطلب في أي وقت تصويتًا بالثقة من مجلس النواب. إذا فشل هو / هي في الحصول عليها، يتم حل كورتيس الجنرالات، وتسمى انتخابات جديدة.

### مجلس الشيوخ
المجلس الأعلى هو مجلس الشيوخ. إنه اسميا غرفة التمثيل الإقليمي. يتم انتخاب أربعة أعضاء في مجلس الشيوخ لكل مقاطعة، باستثناء المقاطعات الجزرية، التي يتنوع فيها عدد أعضاء مجلس الشيوخ: يتم انتخاب ثلاثة أعضاء في مجلس الشيوخ لكل من الجزر الرئيسية الثلاث - جران كناريا، مايوركا وتينيريفي - وعضو مجلس الشيوخ عن إيبيزا - فورمينتيرا، مينوركا، فويرتيفنتورا، لا جوميرا ، إل هييرو ، لانزاروت ولا بالما. تنتخب كل من مدينتي سبتة ومليلية المتمتعتين بالحكم الذاتي اثنين من أعضاء مجلس الشيوخ.
بالإضافة إلى ذلك ، يعيّن المجلس التشريعي لكل مجتمع يتمتع بالحكم الذاتي سيناتورًا واحدًا ، وآخرًا لكل مليون نسمة. يجب أن يتبع هذا التصنيف التمثيل النسبي. بالنسبة لانتخابات عام 2011، سمح هذا النظام بـ 266 من أعضاء مجلس الشيوخ ، تم انتخاب 208 منهم و 58 منهم من قبل المجتمعات المستقلة. يخدم أعضاء مجلس الشيوخ لمدة أربع سنوات أو حتى حل كورتيز الجنرالات. على الرغم من أن الدستور يشير صراحة إلى مجلس الشيوخ باعتباره مجلس التمثيل الإقليمي ، كما يتضح من الأرقام السابقة ، إلا أن خُمس أعضاء مجلس الشيوخ فقط يمثلون بالفعل مجتمعات الحكم الذاتي. بما أن الدستور سمح بإنشاء مجتمعات مستقلة ذاتياً ، إلا أن العملية نفسها كانت جنينية بطبيعتها - تشكلت بعد إصدار الدستور ، وكانت النتيجة غير متوقعة - اختارت الجمعية التأسيسية المقاطعة كأساس للتمثيل الإقليمي.
يتمتع مجلس الشيوخ بسلطة أقل من مجلس النواب: يمكنه استخدام حق النقض (الفيتو) ضد التشريع ، لكن يمكن إلغاء نقضه بالأغلبية المطلقة لمجلس النواب. تتعلق قوتها الحصرية الوحيدة بالمجتمعات المتمتعة بالحكم الذاتي ، وبالتالي بطريقة تؤدي وظيفة تمشياً مع طبيعتها «التمثيل الإقليمي». بأغلبية عامة ، مجلس الشيوخ هو المؤسسة التي تسمح للحكومة باتخاذ تدابير لفرض امتثال مجتمع مستقل ذاتياً لواجباته الدستورية عندما فشل في القيام بذلك.
لأول مرة على الإطلاق ، في يوم الجمعة الموافق 27 أكتوبر 2017، صوت مجلس الشيوخ ، بالأغلبية ، لاستخدام المادة 155 من الدستور ، والتي منحت الحكومة المركزية سلطة إزالة حكومة منطقة كاتالونيا المتمتعة بالحكم الذاتي لقيامها بالعمل ضد الدستور عام 1978 من خلال استدعاء استفتاء غير قانوني في 1 أكتوبر.

## السلطة التنفيذية

### الحكومة
على المستوى الوطني ، تمارس السلطة التنفيذية في إسبانيا فقط من قبل «الحكومة». (الملك هو رأس الدولة ، لكن الدستور لا ينسب إليه أي كليات تنفيذية). تتألف الحكومة من رئيس وزراء ، يُعرف باسم «رئيس الحكومة» (بالإسبانية: presidente del gobierno) واحد أو أكثر من نواب رئيس الوزراء ، المعروف باسم «نواب رئيس الحكومة» ((بالإسبانية: vicepresidentes del gobierno)) وجميع الوزراء الآخرين. الهيئة الجماعية المؤلفة من رئيس الوزراء ونواب رؤساء الوزراء وجميع الوزراء الآخرين تسمى مجلس الوزراء. الحكومة مسؤولة عن كل من السياسة الداخلية والخارجية ، وكذلك السياسات الدفاعية والاقتصادية. اعتبارًا من 2 يونيو 2018، أصبح رئيس وزراء إسبانيا بيدرو سانشيز.
ينص الدستور أنه بعد الانتخابات ، فإن الملك ، بعد التشاور مع جميع المجموعات السياسية الممثلة في مجلس النواب ، يقترح مرشحًا لـ «رئاسة الحكومة» أو رئاسة الوزراء من خلال رئيس الكونغرس. ثم يعرض المرشح البرنامج السياسي لحكومته أو حكومتها يطلب فيه ثقة الكونغرس. إذا منحه الكونغرس الثقة بالأغلبية المطلقة ، فإن الملك يرشحه رسميًا «كرئيس للحكومة»؛ إذا فشل في الحصول على الأغلبية المطلقة ، ينتظر الكونغرس 48 ساعة للتصويت مرة أخرى ، وفي هذه الحالة تكفي الأغلبية البسيطة. إذا فشل هو أو هي مرة أخرى ، فإن الملك يقدم المرشحين الآخرين حتى يكسب المرء الثقة. ومع ذلك ، إذا لم يحصل أي مرشح بعد شهرين على ذلك ، فإن الملك يحل كورتيس الجنرالات ويدعو إلى انتخابات جديدة بموافقة رئيس الكونغرس. في الممارسة العملية ، كان المرشح هو زعيم الحزب الذي حصل على أكبر عدد من المقاعد في الكونغرس. منذ بدء سريان دستور عام 1978، لم تكن هناك أي حكومات ائتلافية ، حتى إذا فشل الحزب الذي يتمتع بأكبر عدد من المقاعد في الحصول على الأغلبية المطلقة ، رغم أنه في مثل هذه الحالات كان على الحزب في الحكومة الاعتماد على دعم أحزاب الأقليات لاكتساب الثقة والموافقة على ميزانيات الدولة.
بعد حصول المرشح على ثقة مجلس النواب ، يتم تعيينه من قبل الملك كرئيس للوزراء في حفل تنصيب أقسم فيه اليمين أمام قاعة الحضور بقصر زارزويلا - مقر الملك - وبحضور لكاتب العدل الرئيسي في المملكة. المرشح يؤدي اليمين الدستورية على نسخة مفتوحة من الدستور بجانب الكتاب المقدس. وأداء القسم المستخدم هو: «أقسم / أتعهد بأداء واجبات منصب رئيس الحكومة بإخلاص للملك ؛ لإطاعة وتطبيق الدستور باعتباره القانون الأساسي للدولة ، وكذلك تبقي سرا مداولات مجلس الوزراء».
يقترح رؤساء الوزراء نواب رؤساء الوزراء والوزراء الآخرين ، الذين يعينهم الملك بعد ذلك. يحدد رئيس الوزراء عدد ونطاق صلاحيات كل وزارة من الوزارت. عادة ما تُنشأ وزارات لتغطية قطاع واحد أو عدة قطاعات مماثلة من وظيفة إدارية. بمجرد تشكيلها ، تجتمع الحكومة «كمجلس للوزراء»، وعادة كل يوم جمعة في قصر مونكلوا في مدريد، المقر الرسمي لرئيس الوزراء الذي يرأس الاجتماعات ، على الرغم من وجود استثناءات في أي دولة المدينة الاسبانية. أيضًا ، فيما يتعلق بالاستثناءات ، يمكن أن يرأس الاجتماع ملك إسبانيا ، بناءً على طلب من رئيس الوزراء ، وفي هذه الحالة ، يبلغ المجلس ملك شؤون الدولة.
منذ 7 يونيو 2018، تتألف الحكومة الحالية من رئيس الوزراء بيدرو سانشيز ، ونائب رئيس الوزراء ، ماريا ديل كارمن كالفو بوياتو ، و 17 وزيراً:
- وزارة الرئاسة ، العلاقات مع كورتيس والمساواة - ماريا ديل كارمن كالفو بوياتو
- وزارة الخارجية والاتحاد الأوروبي والتعاون - Josep Borrell i Fontelles
- وزارة العدل - دولوريس ديلغادو غارسيا
- وزارة الدفاع - مارغريتا روبليس فرنانديز
- وزارة المالية - ماريا خيسوس مونتيرو كوادرادو
- وزارة الداخلية - فرناندو غراندي مارلاسكا غوميز
- وزارة الأشغال العامة - خوسيه لويس إبالوس ميكو
- وزارة التعليم والتدريب المهني - ماريا إيزابيل سيلا دييجيز
- وزارة العمل والهجرة والضمان الاجتماعي - ماجدالينا فاليريو كورديرو
- وزارة الصناعة والتجارة والسياحة - ماريا رييس ماروتو إيليرا
- وزارة الزراعة والثروة السمكية والغذائية - لويس بلاناس بوخاديس
- وزارة السياسة الإقليمية والخدمة المدنية - Meritxell Batet Lamaña
- وزارة الانتقال البيئي - تيريزا ريبيرا رودريغيز
- وزارة الثقافة والرياضة - خوسيه غيراو كابريرا
- وزارة الاقتصاد والمشاريع - ناديا كالفينو سانتاماريا
- وزارة الصحة وشؤون المستهلك والرعاية الاجتماعية - ماريا لويزا كارسيدو
- وزارة العلوم والابتكار والجامعات - بيدرو فرانسيسكو دوكي دوكي

### مجلس الدولة
أنشأ الدستور أيضًا مجلس الدولة ، وهو المجلس الاستشاري الأعلى للحكومة الإسبانية. على الرغم من وجود الهيئة بشكل متقطع منذ العصور الوسطى ، إلا أن تكوينها الحالي وطبيعة عملها محددة في الدستور والقوانين اللاحقة التي تم نشرها ، وكان الأحدث في عام 2004. يتألف من رئيس ، يرشحه مجلس الوزراء ، وعدة مستشارين بحكم منصبه - رؤساء وزراء سابقون في إسبانيا ، ومديرون أو رؤساء الأكاديمية الملكية الإسبانية، والأكاديمية الملكية للفقه والتشريع ، والأكاديمية الملكية للتاريخ المجلس الاجتماعي والاقتصادي ، والنائب العام للدولة ، ورئيس الأركان ، وحاكم بنك إسبانيا ، ومدير الدائرة القضائية للدولة ، ورؤساء اللجنة العامة للتدوين والقانون - عدة مستشارين دائمين يعين بمرسوم ولا يزيد عن عشرة مستشارين منتخبين بالإضافة إلى أمين المجلس العام. يخدم مجلس الدولة كهيئة استشارية فقط ، والتي يمكنها تقديم آراء غير ملزمة عند الطلب واقتراح حل بديل للمشكلة المطروحة.

## السلطة القضائية
تم دمج القضاء في إسبانيا من قبل القضاة والقضاة الذين يديرون العدالة باسم الملك. يتألف القضاء من محاكم مختلفة حسب النظام القضائي وما يجب الحكم عليه. أعلى محكمة في القضاء الإسباني هي المحكمة العليا ((بالإسبانية: Tribunal Supremo))، مع ولاية قضائية في جميع اسبانيا ، متفوقة في جميع المسائل باستثناء الضمانات الدستورية. يرأس المحكمة العليا رئيس ، يرشحه الملك ، ويقترحه المجلس العام للقضاء. هذه المؤسسة هي الهيئة الحاكمة للسلطة القضائية ، ويتكامل مع رئيس المحكمة العليا ، وعشرين عضوًا يعينهم الملك لمدة خمس سنوات ، من بينهم اثنا عشر قاضًا وقضاة من جميع الفئات القضائية ، أربعة أعضاء يرشحهم ينتخب مجلس النواب ، وأربعة من قبل مجلس الشيوخ ، في كلتا الحالتين من قبل ثلاثة أخماس أعضاء كل منهما. سيتم انتخابهم من بين المحامين ورجال القانون ذوي الكفاءة المعترف بها ولديهم أكثر من 15 عامًا من الخبرة المهنية.
المحكمة الدستورية ((بالإسبانية: Tribunal Constitucional)) له سلطة قضائية على جميع إسبانيا ، مختصة للنظر في الطعون ضد عدم دستورية القوانين واللوائح التي لها قوة القانون ، فضلاً عن الطعون الفردية للحماية (recursos de amparo) ضد انتهاك الحقوق والحريات التي يمنحها الدستور. وهي تتألف من 12 عضواً ، يعينهم الملك ، 4 منهم يقترحها مجلس النواب بثلاثة أخماس أعضائه ، 4 منهم يقترحها مجلس الشيوخ بثلاثة أخماس أعضائه ، 2 يقترحهم السلطة التنفيذية واثنين يقترحهما المجلس العام للقضاء. يجب أن يكونوا قضاة ومدعين عامين مشهورين وأساتذة جامعيين ومسؤولين عموميين أو محامين ، وجميعهم من رجال القانون ذوي الكفاءة أو المكانة المعترف بها وأكثر من 15 عامًا من الخبرة المهنية.

## الحكومات الإقليمية
تنص المادة الثانية من الدستور على أن الأمة الإسبانية هي الوطن المشترك وغير القابل للتجزئة لجميع الإسبان ، والذي يتم دمجه من قبل الجنسيات والمناطق التي يعترف بها الدستور ويضمن حق الحكم الذاتي. منذ دخول دستور عام 1978 حيز التنفيذ ، انضمت هذه الجنسيات والمناطق تدريجياً إلى الحكم الذاتي وتم تشكيلها في 17 مجتمعًا مستقلًا. بالإضافة إلى ذلك ، تم إنشاء مدينتين مستقلتين على ساحل شمال إفريقيا. يُعرف هذا التقسيم الإداري والسياسي بالإقليم باسم «حالة الحكم الذاتي». على الرغم من عدم مركزيتها إلى حد كبير ، إلا أن إسبانيا ليست اتحادًا لأن الأمة - كما هي ممثلة في المؤسسات الحكومية المركزية - تحتفظ بالسيادة الكاملة.
قامت الدولة ، أي الحكومة المركزية ، بتطوير أو نقل السلطة والكفاءات بشكل تدريجي وغير متماثل إلى المجتمعات المتمتعة بالحكم الذاتي بعد سريان دستور عام 1978. يخضع كل مجتمع مستقل ذاتيا لمجموعة من المؤسسات المنشأة في نظام الحكم الذاتي الخاص به. نظام الحكم الذاتي هو القانون المؤسسي الأساسي الأساسي ، الذي أقرته الهيئة التشريعية للمجتمع نفسه وكذلك من قبل كورتيس جينيرز ، البرلمان الإسباني. يحدد نظام الحكم الذاتي اسم المجتمع وفقًا لهويته التاريخية ؛ ترسيم حدود أراضيها ؛ اسم وتنظيم ومقر المؤسسات الحكومية المستقلة ؛ والكفاءات التي يقومون بها والأسس لنقلهم أو نقلهم من الحكومة المركزية.
جميع المجتمعات المتمتعة بالحكم الذاتي لديها شكل برلماني من الحكم ، مع الفصل الواضح بين السلطات. تمثل مجالسهم التشريعية الشعب في المجتمع ، وتمارس السلطة التشريعية في الحدود المنصوص عليها في دستور إسبانيا ودرجة انتقال السلطة التي حققها المجتمع. على الرغم من أن الحكومة المركزية قد نقلت تدريجياً نفس القدر من الصلاحيات إلى جميع المجتمعات ، فإن التفويض لا يزال غير متماثل. تم نقل المزيد من القوة لما يسمى «الجنسيات التاريخية» - بلاد الباسك ، كاتالونيا وجاليسيا. (اختارت المجتمعات الأخرى بعد ذلك تعريف أنفسهم كجنسيات أيضًا). في إقليم الباسك وكاتالونيا ونافار لها قوات الشرطة الخاصة (Ertzaintza ، موسوس دي Esquadra والشرطة تشارترد على التوالي) في حين أن قوات الشرطة الوطنية تعمل في بقية مناطق الحكم الذاتي. من ناحية أخرى ، فإن مجتمعين (إقليم الباسك ونافار) هما «مجتمعات النظام المستأجر»، أي أنهما يتمتعان باستقلال مالي كامل ، في حين أن البقية «مجتمعات ذات نظام مشترك»، بسلطات مالية محدودة (غالبية تُدار ضرائبهم مركزياً وتُعاد توزيعها جميعًا من أجل تحقيق المساواة المالية).
تختلف أسماء الحكومة التنفيذية والسلطة التشريعية بين المجتمعات. بعض المؤسسات هي هيئات تاريخية تم ترميمها من قبل الحكومات في الممالك السابقة أو كيانات إقليمية داخل التاج الأسباني - مثل Generalitat of Catalonia - في حين أن البعض الآخر عبارة عن إبداعات جديدة تمامًا. في بعضها ، يتم تعريف كل من السلطة التنفيذية والسلطة التشريعية ، على الرغم من كونهما مؤسستين منفصلتين ، جماعياً باسم محدد. تجدر الإشارة إلى أن فئة معينة قد لا تشير إلى نفس فرع الحكومة في جميع المجتمعات ؛ على سبيل المثال ، قد يشير مصطلح «المجلس العسكري» إلى المكتب التنفيذي في بعض المجتمعات ، أو إلى الهيئة التشريعية في غيرها ، أو إلى الاسم الجماعي لجميع فروع الحكومة في غيرها.
تتمتع المدينتان المتمتعتان بالحكم الذاتي بمزيد من الصلاحيات المحدودة. تمارس السلطة التنفيذية من قبل رئيس ، وهو أيضا رئيس المدينة. بنفس الطريقة ، تُمنح سلطة تشريعية محدودة في مجلس محلي يكون فيه النواب أيضًا من أعضاء مجلس المدينة.

## الحكومات المحلية
يضمن الدستور أيضًا درجة معينة من الاستقلالية لكيانين «محليين» آخرين: مقاطعات إسبانيا (التقسيمات الفرعية لمجتمعات الحكم الذاتي) والبلديات (التقسيمات الفرعية للمقاطعات). إذا تم دمج المجتمعات من خلال مقاطعة واحدة ، فإن مؤسسات الحكم في المجتمع تحل محل تلك الموجودة في المقاطعة. بالنسبة لبقية المجتمعات ، فإن حكومة المقاطعة تشغلها مجالس أو مجالس المحافظات. ومع إنشاء مجتمعات الحكم الذاتي، فقدت كثير من الهيئات الانتخابية سبطاتها، وكان لها نطاق محدود للغاية من الإجراءات، باستثناء إقليم الباسك، حيث تُعرف المقاطعات باسم «المناطق التاريخية» وتحتفظ هيئاتها الحكومية بمزيد من الصلاحيات . باستثناء في إقليم الباسك ، يتم انتخاب أعضاء مجالس المحافظات بشكل غير مباشر من قبل المواطنين وفقًا لنتائج انتخابات المجالس البلدية ويجب أن يكون جميع أعضائها مستشارين لبلدة أو مدينة في المقاطعة. في إقليم الباسك ، تجري انتخابات مباشرة.
الإدارة البلدية الإسبانية متجانسة للغاية ؛ معظم البلديات لديها نفس الكليات ، مثل إدارة الشرطة البلدية ، وتطبيق المرور ، والتخطيط والتطوير الحضري ، والخدمات الاجتماعية ، وجمع الضرائب البلدية ، وضمان الدفاع المدني. في معظم البلديات ، ينتخب المواطنون المجلس البلدي ، المسؤول عن انتخاب العمدة ، الذي يعين بعد ذلك مجلسًا من المحافظين أو المستشارين من حزبه أو ائتلافه. الاستثناءات الوحيدة هي البلديات التي يقل عدد سكانها عن 50 عامًا ، والتي تعمل كمجلس مفتوح ، مع رئيس منتخب بشكل مباشر ومجموعة من الجيران. تُجرى الانتخابات البلدية كل أربع سنوات في نفس التاريخ لجميع البلديات في إسبانيا. يتم تخصيص المستشارين باستخدام طريقة هوندت للتمثيل النسبي باستثناء البلديات التي يقل عدد سكانها عن 100 نسمة حيث يتم استخدام التصويت الجماعي بدلاً من ذلك. يتم تحديد عدد المستشارين من قبل سكان البلدية. أصغر البلديات بعد 5، والأكبر - مدريد - بعد 57.

## الأحزاب السياسية
إسبانيا هي ديمقراطية برلمانية متعددة الأحزاب. وفقًا للدستور، فإن الأحزاب السياسية هي تعبير عن التعددية السياسية، وتساهم في تشكيل وإرادة الشعب، وهي أداة أساسية للمشاركة السياسية. يجب أن يكون هيكلها الداخلي وعمله ديمقراطيين. يمنحهم قانون الأحزاب السياسية لعام 1978 التمويل العام الذي يستند حجمه إلى عدد المقاعد التي يشغلها في البرلمان وعدد الأصوات التي حصلوا عليها. منذ منتصف الثمانينات يسيطر حزبان على المشهد السياسي الوطني في إسبانيا: حزب العمال الاشتراكي (بالإسبانية: Partido Socialista Obrero Español) وحزب الشعب ((بالإسبانية: Partido Popular)).
حزب العمال الاشتراكي الإسباني هو حزب سياسي يساري وسط ديمقراطي اجتماعي . أسسها بابلو إغليسياس في عام 1879، في البداية بكونه حزبا ماركسيا للطبقة العمالية، والتي تطورت لاحقًا نحو الديمقراطية الاجتماعية. بعد أن تم منع الحزب خلال دكتاتورية فرانكو، اكتسب اعترافًا خلال فترة الانتقال الإسبانية إلى الديمقراطية، عندما تخلى عن الماركسية رسميًا، بقيادة فيليب غونزاليس . لعبت دورًا رئيسيًا خلال الفترة الانتقالية والجمعية التأسيسية التي كتبت الدستور الحالي الأسباني. كان يحكم إسبانيا من 1982 م إلى 1996 م تحت رئاسة رئيس الوزراء فيليب غونزاليس، وخلال ذلك الوقت اعتمد الحزب سياسة اقتصادية اجتماعية ليبرالية. وقد حكم مرة أخرى من 2004 م إلى 2011 م تحت رئاسة خوسيه لويس رودريجيز ثاباتيرو .
حزب الشعب هو حزب من يمين الوسط المحافظ الذي اتخذ اسمه الحالي في عام 1989 مم، لتحل محل تحالف الشعب السابق ، وهو حزب أكثر محافظة تأسست في عام 1976 ممن قبل سبعة وزراء سابقين في فرانكو . في إعادة تأسيسها ، ضم الحزب الليبرالي وأغلبية الديمقراطيين المسيحيين. في عام 2005 م، دمج حزب المركز الديمقراطي والاجتماعي. حكمت إسبانيا تحت رئاسة خوسيه ماريا أثنار من 1996 م إلى 2004 م، ومرة أخرى من ديسمبر 2011 م، وبعد الكثير من عدم اليقين الناجم عن النتائج غير الحاسمة للانتخابات العامة عام 2015 م وانتخابات عام 2016 عندما شكل حزب الشعب حكومة أقلية بثقة وتقديم الدعم من المحافظين Ciudadanos (Cs) والتحالف الكناري ، والذي تم تمريره بسبب امتناع حزب العمال الاشتراكي الإسباني عن التصويت. تم تقديم اقتراح بحجب الثقة عن الحكومة الإسبانية لماريانو راخوي في الفترة من 31 مايو إلى 1 يونيو 2018، تم تسجيله من قبل حزب العمال الاشتراكي الإسباني بعد أن تبين أن حزب الشعب قد استفاد من رشاوى غير قانونية مقابل العقود الخاصة بقضية Gürtel . كان الاقتراح ناجحًا وتسبب في أن يصبح زعيم PSOE بيدرو سانشيز رئيسًا جديدًا لإسبانيا حتى تم رفض ميزانية الدولة لعام 2019 التي تتطلب منه الدعوة لإجراء انتخابات مبكرة في 28 أبريل من نفس العام.
الأحزاب أو الائتلافات الممثلة في الرلمان بعد انتخابات 20 ديسمبر 2015 م، هي:
- حزب بوديموس
- المواطنون (سيودادانوس أو سي)
- اليسار الجمهوري لكاتالونيا (Esquerra Republicana de Catalunya أو ERC)
- الديمقراطية والحرية (Democràcia i Llibertat أو DiL)
- حزب الباسك القومي (Euzko Alderdi Jeltzalea أو Partido Nacionalista Vasco أو Parti National Basque أو PNV)
- التحالف الكناري (Coalición Canaria أو CC-PNC)
- الجمع اليسار ((بالإسبانية: Izquierda Plural)، IP)؛ تحالف من عدة أحزاب يسارية ، من بينها أكبر حزب هو حزب اليسار المتحد ((بالإسبانية: Izquierda Unida)، IU)
- اتحد بلد الباسك (Euskal Herria Bildu أو EHB).

الأحزاب الأخرى الممثلة في الكونغرس من 2011 إلى 2015 كانت: 
- التقارب والاتحاد ((بالكتالونية: Convergència i Unió)، CiU)، وهو تحالف من حزبين قوميين كاتالانيين ؛ بعد حلها التقارب الديمقراطي لكاتالونيا ((بالكتالونية: Convergència Democràtica de Catalunya)، CDC) أعيدت تسميته باسم الديمقراطية والحرية (Democràcia i Llibertat أو DiL).
- حزب الاشتراكيين في كاتالونيا ((بالكتالونية: Partit dels Socialistas de Catalunya)، PSC)، اندمجت الآن في حزب العمال الاشتراكي الإسباني (PSOE)
- أمايور ، ائتلاف أحزاب الباسك القومية
- الاتحاد والتقدم والديمقراطية ((بالإسبانية: Unión, Progreso y Democracia)، UPyD)
- الكتلة القومية الجاليكية ((بالغاليسية: Bloque Nacionalista Galego)، BNG)
- ائتلاف الالتزام ((بالكتالونية: Coalició Compromís))، ائتلاف أحزاب بلنسية ، الآن في تحالف مع Podemos.

منتدى المواطن ،
- نعم للمستقبل ((بالبشكنشية: Geroa Bai)).

بالإضافة إلى ذلك ، شارك حزب أراغون ، يونايتد إكستريمادورا، واتحاد شعب نافاريز في انتخابات 2011 التي شكلت تحالفات إقليمية مع حزب الشعب.

## العملية الانتخابية
حق الاقتراع مجاني وسري لجميع المواطنين الإسبان الذين تبلغ أعمارهم 18 عامًا أو أكبر في جميع الانتخابات، والمقيمين من مواطني جميع دول الاتحاد الأوروبي فقط في الانتخابات البلدية المحلية وانتخابات البرلمان الأوروبي.

### مجلس النواب
تجرى الانتخابات لعضوية البرلمان كل أربع سنوات أو قبل ذلك إذا دعا رئيس الوزراء إلى انتخابات مبكرة. يتم انتخاب أعضاء مجلس النواب من خلال التمثيل النسبي مع قوائم الأحزاب المغلقة حيث تعمل المحافظات كدوائر انتخابية ؛ وهذا هو ، يتم اختيار قائمة النواب من قائمة على مستوى المقاطعة. وفقًا للنظام الحالي، تُمثل المحافظات ذات الكثافة السكانية المنخفضة نظرًا لأنه يتم تخصيص عدد أكبر من المقاعد للمقاطعات ذات الكثافة السكانية المنخفضة أكثر مما كانت ستحصل عليه إذا تم تخصيص عدد المقاعد وفقًا لنسبة السكان.
ليس فقط المحافظات التي بها عدد قليل من السكان ممثلة تمثيلا زائدا في نظام الانتخابات في إسبانيا، فإن النظام الانتخابي أيضا يميل إلى تفضيل الأحزاب السياسية الكبرى. على الرغم من استخدام نظام التصويت بالتمثيل النسبي ، والذي يشجع بشكل عام على تطوير عدد أكبر من الأحزاب السياسية الصغيرة بدلاً من الأحزاب الكبيرة ، تتمتع إسبانيا بفعالية بنظام الحزبين الذي تميل فيه الأحزاب الأصغر والأقاليم إلى التمثيل الناقص. هذا بسبب أسباب مختلفة:
- نظرا للتفاوت الكبير في عدد السكان بين المقاطعات ، على الرغم من تمثيل المقاطعات الأصغر عددًا كبيرًا ، لا يزال العدد الإجمالي للنواب المعينين صغيراً ويميل إلى الذهاب إلى حزب أو حزبين رئيسيين ، حتى إذا تمكنت الأحزاب الصغيرة الأخرى من الحصول على أكثر من 3 ٪ من الأصوات - الحد الأدنى للتمثيل في الكونغرس.
- يعد متوسط حجم المنطقة (متوسط عدد المقاعد لكل دائرة انتخابية) واحدًا من أقل المقاعد في أوروبا ، نظرًا للعدد الكبير من الدوائر الانتخابية. يميل الحجم المنخفض للمنطقة إلى زيادة عدد الأصوات المهدرة (الأصوات التي لا يمكن أن تؤثر على نتائج الانتخابات لأنها كانت مخصصة للأحزاب الصغيرة التي لم تتمكن من تجاوز الحد الفاعل)، وبالتالي زيادة عدم التناسب (وبالتالي فإن العدد من المقاعد والجزء من الأصوات التي حصل عليها الحزب يصبح أقل تناسبا). غالبًا ما يعتبر العامل الأكثر أهمية الذي يحد من عدد الأحزاب في إسبانيا. تتقدم هذه النقطة عندما يقارنها بالديني وبابالاردو بحالة هولندا، حيث يتم انتخاب البرلمان باستخدام التمثيل النسبي في دائرة وطنية واحدة. هناك ، البرلمان أكثر تجزؤاً وعدد الأحزاب أكبر بكثير من إسبانيا.
- يتم استخدام طريقة هوندت (نوع من أعلى طريقة متوسطة) لتخصيص المقاعد ، والتي تفضل قليلاً الأحزاب الرئيسية عند مقارنتها بأسلوب Sainte-Laguë (نوع آخر من أعلى متوسط طريقة) أو الأنواع العادية من أكبر الأساليب المتبقية . يُقترح أن يساهم استخدام طريقة هوندت أيضًا بدرجة معينة ، وإن لم تكن كبيرة مثل قلة عدد المقاعد في كل دائرة انتخابية ، في القطبية للنظام الحزبي.
- عتبة 3٪ للدخول إلى الكونغرس غير فعالة في العديد من المقاطعات ، حيث يكون عدد المقاعد لكل دائرة انتخابية منخفضًا للغاية بحيث يصبح الحد الفعلي لدخول المؤتمر أعلى فعليًا ، وبالتالي لا يمكن للعديد من الأحزاب الحصول على تمثيل في الكونغرس على الرغم من حصولها على أكثر من عتبة 3 ٪ في الدائرة الانتخابية. على سبيل المثال ، العتبة الفعلية للدوائر الانتخابية التي تحتوي على 3 مقاعد هي 25٪ ، وهي نسبة أعلى بكثير من 3٪ ، مما يجعل العتبة 3٪ غير ملائمة. ومع ذلك ، في أكبر الدوائر الانتخابية مثل مدريد وبرشلونة، حيث يكون عدد المقاعد أعلى من ذلك بكثير ، لا تزال عتبة 3 ٪ فعالة للقضاء على أصغر الأحزاب.
- حجم المؤتمر (350 عضوًا) صغير نسبيًا. يقترح ليجفارت أن الحجم الصغير للبرلمان قد يشجع عدم التناسب وبالتالي يفضل الأحزاب الكبيرة.

## مجلس الشيوخ
في مجلس الشيوخ ، تختار كل ولاية ، باستثناء الجزر ، أربعة أعضاء في مجلس الشيوخ باستخدام التصويت الجماعي: يدلي الناخبون بأصواتهم لثلاثة مرشحين ، ويتم اختيار أعضاء مجلس الشيوخ الأربعة الذين حصلوا على أكبر عدد من الأصوات. يختلف عدد أعضاء مجلس الشيوخ المختارين للجزر ، اعتمادًا على حجمهم ، من 3 إلى 1 عضو في مجلس الشيوخ. يتم استخدام إجراء مماثل للتصويت الجماعي لاختيار أعضاء مجلس الشيوخ الثلاثة من الجزر الرئيسية الثلاث ، بينما يتم انتخاب أعضاء مجلس الشيوخ من الجزر الأصغر أو مجموعة من الجزر ، بأغلبية الأصوات. بالإضافة إلى ذلك ، يعيّن المجلس التشريعي لكل مجتمع مستقل ذاتيًا سناتورًا ، وآخرًا لكل مليون شخص إضافي.
كانت المشاركة الانتخابية ، التي ليست إجبارية ، مرتفعة بشكل تقليدي ، حيث بلغت ذروتها بعد استعادة الديمقراطية في أواخر سبعينيات القرن الماضي ، وسقوطها في الثمانينيات ، ولكنها تتجه صعودًا في التسعينيات. منذ ذلك الحين ، كان معدل الامتناع عن التصويت حوالي خمس إلى ثلث الناخبين.

## التطورات السياسية التاريخية الأخيرة
نهاية الحرب الأهلية الإسبانية كانت في نهاية الجمهورية الثانية الإسبانية (1931-1939)، بعد النظام الدكتاتوري الذي أنشئ برئاسة الجنرال فرانسيسكو فرانكو. في عام 1947 م كان مرسوما في واحدة من ثمانية القوانين الأساسية نظامه، القانون خلافة رئيس الدولة أن إسبانيا كانت ملكي مع الشاغرة العرش أن فرانكو كان رئيس الدولة العام والمتمثل في الزعيم المطلق في إسبانيا، وأنه سيقترح عندما ملائمة خليفته الذي يحمل لقب الملك أو الوصي من إسبانيا. على الرغم من خوان بوربون، الوريث الشرعي من النظام الملكي ، عكس القانون الفرنسي التقى به في عام 1948 عندما اتفقوا على أن ابنه خوان كارلوس ، ثم بعد 10 سنوات من العمر، من شأنه أن ينهي تعليمه في إسبانيا — كان آنذاك يعيش في روما — حسب «مبادئ» الحركة الفرانكوية. في عام 1969 م، فرانكو أخيرا المعينة خوان كارلوس خلفا له، بلقب «أمير إسبانيا» تجاوز والده خوان بوربون.
توفي فرانسيسكو فرانكو في 20 نوفمبر 1975، وتوّج خوان كارلوس ملك إسبانيا من قبل كورتيس الإسبانية، وهي الجمعية غير المنتخبة التي كانت تعمل خلال نظام فرانكو. على الرغم من أن خوان كارلوس الأول قد أقسم بالولاء لـ " الحركة الوطنية "، الحزب القانوني الوحيد للنظام ، إلا أنه أعرب عن دعمه لتغيير النظام السياسي الإسباني بمجرد توليه منصبه. لم يكن القصد من هذا المسعى أن يكون سهلاً أو بسيطًا ، حيث كان على المعارضة أن تضمن عدم تحول أي شخص في صفوفهم إلى التطرف ، وكان على الجيش مقاومة إغراء التدخل لاستعادة «الحركة».
في عام 1976، عُين أدولفو سواريز رئيسًا للوزراء - «رئيسًا للحكومة» -وكانت مهمته إقناع النظام بتفكيك نفسه والدعوة إلى إجراء انتخابات لجمعية تأسيسية . لقد أنجز كلتا المهمتين ، وأول مرة تم فيها انتخاب كورتيس كورتيس المكونة ديمقراطيا منذ الجمهورية الإسبانية الثانية في عام 1977 م. في عام 1978 م صدر دستور ديمقراطي جديد وتمت الموافقة عليه عن طريق الاستفتاء. أعلن الدستور أن إسبانيا ملكية برلمانية دستورية مع جلالة الملك خوان كارلوس الأول كرئيس للدولة. كان تحول إسبانيا من نظام استبدادي إلى ديمقراطية حديثة ناجحة إنجازًا ملحوظًا ، حتى أنه خلق نموذجًا تحاكيه بلدان أخرى تمر بتحولات مماثلة.
ترأس أدولفو سواريز رئاسة وزراء إسبانيا من 1977 إلى 1982، كزعيم لحزب اتحاد الوسط الديمقراطي. استقال من منصبه في 29 يناير 1981، ولكن في 23 فبراير 1981، وهو اليوم الذي كان من المقرر أن يعين فيه مجلس النواب رئيسًا جديدًا للوزراء ، استولت عناصر متمردة من الحرس المدني على الجنرالات كورتيس في انقلاب فاشل انتهى في اليوم التالي. ظلت الغالبية العظمى من القوات العسكرية موالية للملك ، الذي استخدم سلطته الشخصية والدستورية كقائد أعلى للقوات المسلحة الإسبانية ، لنزع فتيل الانتفاضة وإنقاذ الدستور ، من خلال مخاطبة البلاد على شاشات التلفزيون.
في أكتوبر 1982 م، اكتسح حزب العمال الاشتراكي الأسباني، بقيادة فيليب غونزاليس، كل من مجلس النواب ومجلس الشيوخ، وفاز بأغلبية مطلقة في مجلسي كورتيس الجنرالات. ترأس غونزاليس رئاسة وزراء إسبانيا لمدة 13 عامًا، وخلال هذه الفترة انضمت إسبانيا إلى الناتو والجماعة الأوروبية .
وأنشأت الحكومة أيضا القوانين الاجتماعية الجديدة وعلى نطاق واسع في البنية التحتية والمباني ، وتوسيع نظام التعليم وإنشاء دولة الرفاه. في حين تقليديا تابعة واحد من إسبانيا كبرى النقابات العمالية في الاتحاد العام للعمال ، في محاولة لتحسين إسبانيا التنافسية في إعداد القبول المفوضية الأوروبية فضلا عن مزيد من التكامل الاقتصادي مع أوروبا بعد ذلك ، الحزب الاشتراكي نأت بنفسها عن النقابات. بعد سياسة التحرير، أغلقت حكمة غونزاليس الشركات القابضة في ظل الدولة، مثل معهد الصناعة الوطنية ، والفحم والصلب من الصناعات. الحزب الاشتراكي قام بتنفيذ اتفاقية السوق الموحدة السياسات الأوروبية الموحدة القانون والسياسات المحلية بما يتفق مع معاهدة ماستريخت للمعايير. كانت البلاد على نطاق واسع في ذلك الوقت تسعى إلى تجسير الفجوة مع الآخر الأوروبي. كان هناك أيضا عدد كبير الثقافية التحولإلى مجتمع متسامح المعاصرة المجتمع المفتوح.
في آذار / مارس 1996 م، خوسيه ماريا أزنار، من حزب الشعب، حصل على الأغلبية النسبية في الكونغرس. كانت سياسة أزنار الانتقال إلى ح المزيد من تحرير الاقتصاد ، مع برنامج استكمال خصخصة الشركات المملوكة للدولة، سوق العمل وإصلاح وغيرها من السياسات تهدف إلى زيادة المنافسة في أسواق مختارة. أزنار تحرير قطاع الطاقة الوطنية للاتصالات وشبكات البث التلفزيوني. لضمان نجاح هذا التحرير ، أنشأت الحكومة المنافسة الدفاع المحكمة ((بالإسبانية: Tribunal de Defensa de la Competencia)), مضاد الثقة منظم الهيئة التي تقيد الممارسات الاحتكارية. خلال أزنار حكومة إسبانيا تأهل الاتحاد الاقتصادي والنقدي من الاتحاد الأوروبي ، واعتمدت اليورو، استبدال البيزيتافي عام 2002. اسبانيا شاركت جنبا إلى جنب مع الولايات المتحدة وغيرها من حلفاء الناتو في العمليات العسكرية في يوغوسلافيا السابقة. الإسبانية القوات المسلحة والشرطة تم تضمينها في حفظ السلام قوات في البوسنة والهرسك وكوسوفو. بعد الحصول على الأغلبية المطلقة في انتخابات عام 2000، أزنار ، برئاسة رئيس الوزراء شكلها حتى عام 2004. أزنار دعم الأطلسي العلاقات مع الولايات المتحدة ، وشارك في الحرب على الإرهاب وغزو العراق. في عام 2004 قرر عدم الترشح كمرشح عن الحزب الشعبي ، واقترح ماريانو راخوي، الذي كان وزير في عهد حكومته خلفا له كزعيم للحزب.
في مارس 2011، اتخذ رودريغيز ثاباتيرو قراره بعدم قيادة الحزب الاشتراكي في الانتخابات المقبلة ، والتي دعا إليها قبل الموعد المحدد في 20 نوفمبر 2011. فاز حزب الشعب ، الذي قدم ماريانو راخوي للمرة الثالثة كمرشح ، بفوز حاسم ، وحصل على الأغلبية المطلقة في مجلس النواب. ألفريدو بيريز روبالكابا ، النائب الأول لرئيس الوزراء في حكومة رودريغيز ثاباتيرو ومرشح للحزب الاشتراكي في عام 2011، انتخب أمينًا عامًا لحزبه في عام 2012، وأصبح زعيماً للمعارضة في البرلمان.
كانت انتخابات 20 ديسمبر 2015 غير حاسمة ، حيث ظل حزب الشعب أكبر حزب في الكونغرس ، لكنه لم يتمكن من تشكيل حكومة أغلبية. بقيت PSOE ثاني أكبر حزب ، لكن حزب Podemos و Ciudadanos حصل أيضًا على تمثيل كبير ؛ كانت مفاوضات الائتلاف مطولة لكنها فشلت في تثبيت حكومة جديدة. أدى ذلك إلى إجراء انتخابات عامة أخرى في 26 يونيو 2016، حيث زاد حزب الشعب من عدد مقاعده في البرلمان ، بينما لا يزال أقل من الغالبية العامة. في النهاية ، في 29 أكتوبر ، تم إعادة تعيين راخوي كرئيس للوزراء بعد امتناع غالبية أعضاء الحزب الاشتراكي عن التصويت في البرلمان بدلاً من معارضته.

## القضايا السياسية الرئيسة

### القوميات الإسبانية
اتسمت التطورات السياسية الإسبانية منذ أوائل القرن العشرين بوجود القوميات المحيطية ومناقشة ما إذا كان يمكن اعتبار إسبانيا اتحادًا متعدد القوميات . إسبانيا بلد متنوع له سياسات مختلفة ومتباينة تظهر هياكل اقتصادية واجتماعية متباينة ، فضلاً عن لغات مختلفة وتقاليد تاريخية وسياسية وثقافية. كانت الحركات القومية المحيطية موجودة بشكل أساسي في إقليم الباسك ، كاتالونيا وجاليسيا ، وبعضها يدافع عن اعتراف خاص «بهويتهم الوطنية» داخل الأمة الإسبانية وغيرها لحقهم في تقرير المصير أو الاستقلال.
أقامت الجمعية التأسيسية في عام 1978 توازناً بين الآراء المتعارضة للمركزية ، الموروثة من نظام فرانكو ، وأولئك الذين نظروا إلى إسبانيا على أنها «أمة الأمم». في المادة الثانية ، يعترف الدستور بالأمة الإسبانية باعتبارها موطنًا مشتركًا وغير قابل للتجزئة لجميع الإسبان ، مندمجين من قِبل الجنسيات والمناطق . في الممارسة العملية ، وكما بدأ استخدامه في الفقه الإسباني ، يشير مصطلح «الجنسيات» إلى تلك المناطق أو المجتمعات المستقلة ذات الإحساس القوي بالهوية تاريخياً أو الهوية الثقافية التاريخية المعترف بها ، كجزء للأمة الإسبانية غير القابلة للتجزئة. وقد أدى هذا الاعتراف ، وعملية نقل السلطة داخل «دولة الحكم الذاتي» إلى إضفاء الشرعية على الدولة الإسبانية بين «الجنسيات»، ويشعر الكثير من مواطنيها بالرضا في ظل الوضع الراهن الراهن. ومع ذلك ، تستمر التوترات بين القومية المحيطية والمركزية ، حيث ما زالت بعض الأحزاب القومية تدعو إلى الاعتراف بـ «الأمم» الأخرى في المملكة الإسبانية أو عملية سلمية نحو تقرير المصير. أسفر استفتاء تقرير المصير الكاتالوني لعام 2014 عن تصويت بنسبة 80.76 ٪ من أجل الاستقلال ، مع نسبة إقبال بلغت 37.0 ٪ ، وكانت مدعومة من قبل خمسة أحزاب سياسية.

### الإرهاب
شاركت حكومة إسبانيا في حملة طويلة الأمد ضد إقليم الباسك الوطن والحرية (ETA)، وهي منظمة انفصالية مسلحة تأسست في عام 1959 في معارضة فرانكو ومكرسة لتعزيز استقلال الباسك من خلال وسائل عنيفة ، على الرغم من أن العنف في الأصل لم يكن جزءًا من طريقتهم. إنهم يعتبرون أنفسهم منظمة حرب عصابات لكنهم يعتبرون دولياً منظمة إرهابية . على الرغم من أن حكومة إقليم الباسك لا تتغاضى عن أي نوع من العنف ، إلا أن مناهجها المختلفة تجاه الحركة الانفصالية تشكل مصدر توتر بين حكومتي الباسك والحكومة المركزية.
في البداية ، استهدفت إيتا قوات الأمن الإسبانية والعسكريين ومسؤولي الحكومة الإسبانية في المقام الأول. مع تحسين قوات الأمن والسياسيين البارزين لأمنهم ، ركزت إيتا هجماتها بشكل متزايد على المواسم السياحية (كان يُنظر إلى السياح المرهوبين كطريقة للضغط على الحكومة ، بالنظر إلى أهمية القطاع للاقتصاد) ومسؤولي الحكومة المحلية إقليم الباسك. نفذت المجموعة العديد من التفجيرات ضد منشآت الحكومة الإسبانية والأهداف الاقتصادية ، بما في ذلك محاولة اغتيال بسيارة مفخخة ضد زعيم المعارضة آنذاك أثنار في عام 1995، والتي دمرت فيها سيارته المدرعة لكنه لم يصب بأذى. تعزو الحكومة الإسبانية أكثر من 800 حالة وفاة إلى إيتا خلال حملتها الإرهابية.
في 17 مايو 2005، أقرت جميع الأحزاب في مجلس النواب ، باستثناء حزب الشعب ، اقتراح الحكومة الذي أعطى الموافقة على بدء محادثات السلام مع إيتا ، دون تقديم تنازلات سياسية وشرط التخلي عن أسلحتها. دعمها كل من PSOE و CiU و ERC و PNV و IU-ICV و CC والمجموعة المختلطة — BNG و CHA و EA و NB — بأغلبية 192 صوتًا ، بينما اعترض البرلمانيون 147 PP. أعلنت إيتا «وقفًا دائمًا لإطلاق النار» دخل حيز التنفيذ في 24 مارس 2006 وخرقه تفجير مطار باراخاس تي 4 الدولي في 30 ديسمبر 2006. في السنوات التي سبقت وقف إطلاق النار الدائم ، حققت الحكومة نجاحًا أكبر في السيطرة على إيتا ، ويرجع ذلك جزئيًا إلى زيادة التعاون الأمني مع السلطات الفرنسية.
في بيان صدر في يونيو 2000 عقب تفجيرين لجهازين صغيرين في برشلونة ، أعلن GRAPO مسؤوليته عن عدة هجمات في جميع أنحاء إسبانيا خلال العام الماضي. تضمنت هذه الهجمات سرقتين فاشلتين لسيارات مصفحة ، أحدهما توفي ضابطان أمن ، وأربعة تفجيرات على مكاتب الأحزاب السياسية خلال الحملة الانتخابية 1999-2000. في عام 2002، نجحت السلطات الإسبانية في عرقلة أنشطة المنظمة من خلال عمليات اعتقال شاملة ، بما في ذلك بعض قيادات المجموعة. GRAPO لم تعد قادرة على الحفاظ على درجة الزخم التي تمتعوا بها من قبل. معظم أعضاء المجموعات إما في السجن أو في الخارج.

## مشاركة منظمات المجتمع الدولي
اسبانيا عضوا في مصرف التنمية الآسيوي، مجموعة أستراليا، مجلس الشراكة الأوروبية الأطلسية، اللجنة الاقتصادية لأوروبا، اللجنة الاقتصادية، بنك الاستثمار الأوروبي، الاتحاد الاقتصادي والنقدي، الاتحاد الأوروبي ، منظمة الأغذية والزراعة المصرف، البنك الدولي، منظمة الطيران المدني الدولي، المحكمة الجنائية الدولية، المحكمة الجنائية الدولية، المؤسسة الدولية للتنمية، الوكالة الدولية للطاقة، الصندوق، المنظمة الهيدروغرافية الدولية ومنظمة العمل الدولية وصندوق النقد الدولي، المنظمة البحرية الدولية، إنمارسات، انتلسات، الانتربول، اللجنة الأولمبية الدولية، المنظمة الدولية للهجرة (مراقب)، ايا (مراقب)، منظمة حلف شمال الأطلسي، مكتب شؤون الشرق الأدنى، مجموعة موردي المواد النووية، OAS (مراقب)، الأمم المتحدة، الأونكتاد ، اليونسكو، مفوضية الأمم المتحدة لشؤون اللاجئين ، اليونيدو ، منظمة الصحة العالمية، الويبو .